# 來島海峽

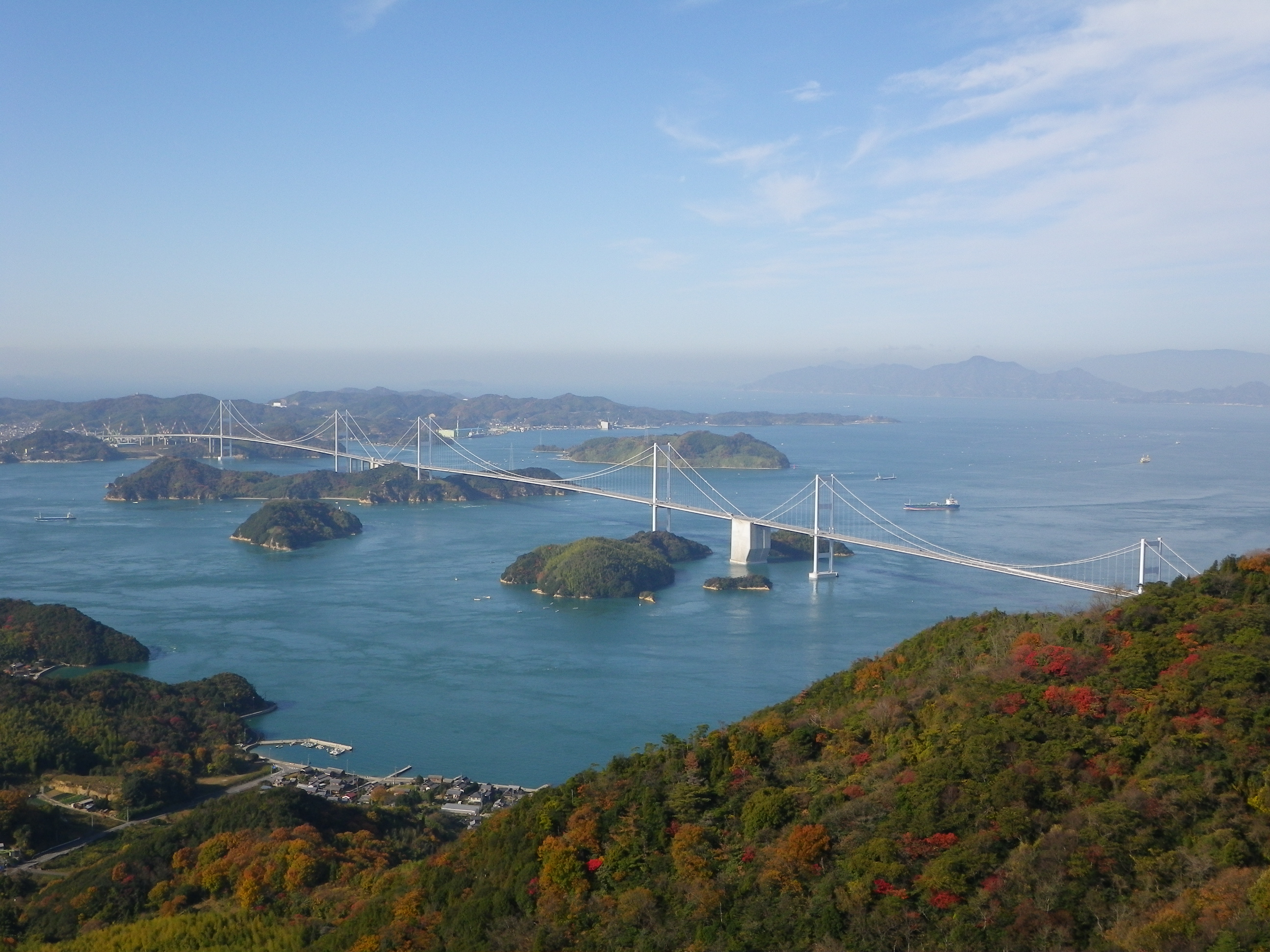

來島海峽（日语：／ Kurushima kaikyō */?）是位於日本瀨戶內海中部愛媛縣今治市和大島之間的海峽，也和鳴門海峽及關門海峡並列為日本三大急潮之一。來島海峽附近一帶屬於瀨戶內海國立公園，擁有眾多名稱。在大島的龜老山山頂的瞭望台可以一覽來島海峽景色。海峽也時有濃霧發生，因此是航行的難所。

## 外部連結
- インターネット自然研究所- 来島海峡と来島海峡第三大橋の （页面存档备份，存于）。
- 今治海上保安部- 来島海峡の転流情報など
- （页面存档备份，存于）